# Jüdische Gemeinde Aschersleben

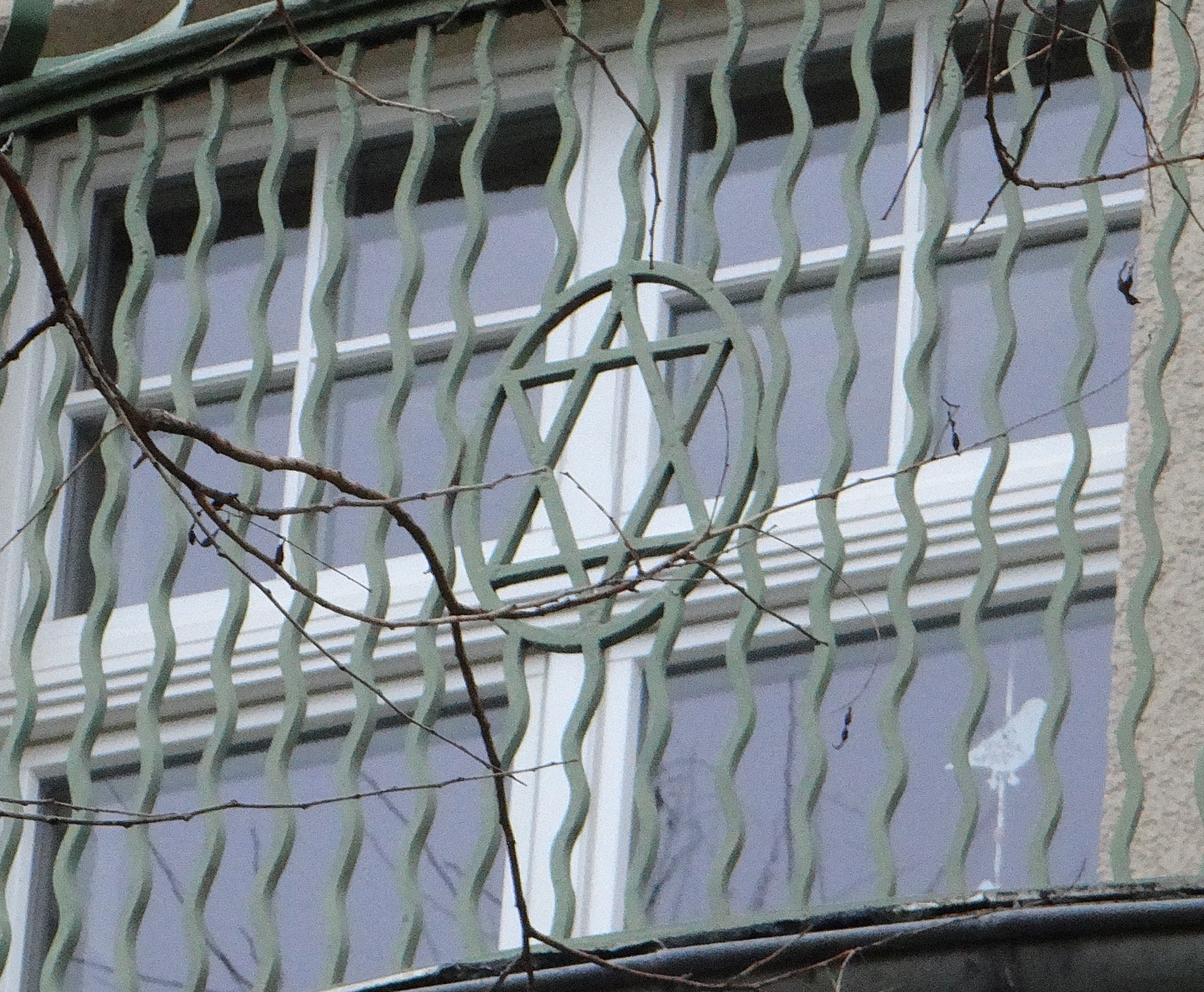
Davidstern am Balkon Dr.-Wilhelm-Külz-Platz 9

Die jüdische Gemeinde Aschersleben geht zurück bis ins Mittelalter. Sie erlebte eine Blütezeit im 19. sowie Anfang des 20. Jahrhunderts und wurde in der Zeit des Nationalsozialismus zerschlagen. Im Stadtbild von Aschersleben lassen sich noch Hinweise auf das ehemalige jüdische Leben finden.

## Geschichte der jüdischen Gemeinde in Aschersleben

### Mittelalter
Im Jahr 1325 schrieb Bischof Albrecht von Halberstadt an seinen Bruder: „in user stat to Asscersleve sitten Ioden“ – „In unserer Stadt Aschersleben wohnen Juden.“ Das ist der erste urkundliche Nachweis für jüdische Einwohner in Aschersleben. Man kann aber annehmen, dass es schon im 13. Jahrhundert eine jüdische Gemeinde in der Stadt gab, wie sie für diese Zeit auch in Magdeburg, Quedlinburg oder Halberstadt nachgewiesen ist.

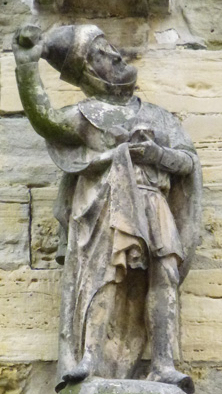
Darstellung eines Juden mit Judenhut (15. Jh.). Detail aus der Figurengruppe an der St.-Stephani-Kirche Aschersleben

Der heute noch erhaltene Straßenname „Jüdendorf“ deutet auf einen Wohnbezirk im Südwesten des Stadtkerns am Stumpfen Turm hin. Er liegt nahe dem Flüsschen Eine und wurde lateinisch platea Judaeorum genannt. Die Juden mussten ein so genanntes „Schutzgeld“ an den Halberstädter Bischof, später an die Stadt Aschersleben zahlen, um sich das Wohnrecht hier zu erkaufen. Ihr Hauptgeschäftsfeld scheint der Geldverleih gewesen zu sein. Für das Jahr 1349 ist namentlich der Jude Abraham von Aschersleben bezeugt, dem Halberstädter Bürger Geld schuldeten. Wie im Mittelalter verbreitet, mussten die Juden in der Öffentlichkeit einen (meist gelben) Hut tragen. Die Figurengruppe an der Westseite der St.-Stephani-Kirche aus dem 15. Jahrhundert zeigt zwei jüdische Personen mit solch einer Kopfbedeckung.

Auszug aus einer Urkunde im Turmknopf der Kirche St. Stephani Aschersleben. Sie beschreibt die Vertreibung der Juden aus der Stadt im Jahr 1494.

Für das Jahr 1494 ist die Vertreibung der Juden aus Aschersleben durch das nahe gelegene „Sauthor“ im Westen der Stadt bezeugt. In einer Urkunde heißt es, dass die Aschersleber „zum Andenken an der Juden Vertreibung und den Juden zum Abscheu und in Warnung nicht wieder zu kommen“ eine steinerne Sau über dem Tor angebracht hätten. Damit endete das Bestehen der jüdischen Gemeinde in Aschersleben für lange Zeit.

### Wiederansiedelung im 17. und 18. Jahrhundert
Im 17. Jahrhundert gibt es Hinweise auf vereinzelt durch die Stadt reisende Juden. Ab den 1670er Jahren taucht Aschersleben wieder als Herkunftsname von jüdischen Personen auf, z. B. Joachim David von Aschersleben, der in Dessau lebte. Klares Indiz dafür, dass es in Aschersleben sesshafte Jüdinnen und Juden gab, ist die Anlage eines jüdischen Friedhofes, nachgewiesen ab 1717 am Fürstenweg, der heutigen Geschwister-Scholl-Straße, Ecke Johannisplatz. Für das Jahr 1767 ist zu lesen, dass in Aschersleben zwei jüdische Familien lebten, die „Geldwechsel“ betrieben und Schutzjuden des Rates der Stadt waren. Zudem bezahlten sie einen jüdischen Lehrer namens Moses Jacob, was sowohl für wohlhabende Verhältnisse als auch für eine Religionsausübung spricht.

### Blütezeit im 19. Jahrhundert
Aschersleben gehörte 1807 bis 1813 zum französisch regierten Königreich Westphalen. Dessen liberale Verfassung begünstigte den Zuzug von Juden. 1808 wurde der erste „Israelit“ in Aschersleben als Bürger „vereidigt“. Er hatte demnach die gleichen Rechte wie alle anderen Aschersleber, durfte z. B. ein öffentliches Amt bekleiden. Im folgenden Jahr verzeichnete Aschersleben 23 jüdische Bürger, im Jahr 1815 schon 63, im Jahr 1852 genau 100. Insbesondere aus der Provinz Posen (heute Polen) zogen mehrere Familien in die Stadt. Das Bestreben der jüdischen Bevölkerung, sich an die Mehrheitsgesellschaft anzupassen, wird deutlich in der Annahme fester Nachnamen, wie es die Behörden forderten. Auch bestanden sie darauf, dass ihre Kinder an den staatlichen Schulen unterrichtet wurden.

Luftbildaufnahme der Synagoge (Mitte).

Im Jahr 1852 wurde im Jüdendorf nach jahrelanger Planung eine Synagoge im Rundbogenstil geweiht. Innen besaß der „Tempel“ eine Frauen-Empore, einen ansehnlichen Mosaikfußboden sowie einen mit Sternen bemalten Synagogenhimmel. Zur reichen Innenausstattung gehörten u. a. fünf Thora-Rollen. Die jüdische Gemeinde Aschersleben galt als reformiert.
Die Gemeinde verlegte ihren Friedhof ab 1867 in die Schmidtmannstraße, wo er sich bis heute befindet. Der alte Jüdische Friedhof wurde 1927 wegen einer Straßenverbreiterung des Fürstenweges eingeebnet.
Die jüdischen Wohn- und Geschäftshäuser beschränkten sich nun nicht mehr auf das Jüdendorf, sondern verteilten sich über das gesamte Stadtgebiet. Das Spektrum der ausgeübten Berufe hatte sich gegenüber dem Mittelalter deutlich erweitert. Es gab Händler, wie die Familie Jakoby Hirschfeld, die seit Mitte des 19. Jahrhunderts ein Tuch- und Bekleidungsgeschäft Hinter dem Turm 7 besaß. Der Jurist Georg Bamberger praktizierte als Rechtsanwalt und Notar in der Johannispromenade 3. 1890 eröffnete die „Ascherslebener Bank Goldstein, Kohen & Co.“

### Deutsches Kaiserreich und Weimarer Republik
Die Aschersleber Bürger jüdischen Glaubens verstanden sich in großer Mehrheit zugleich als Deutsche. Von den jüdischen Gemeindegliedern kämpften nachweislich 13 Männer im Ersten Weltkrieg auf deutscher Seite. Die Männer Alfred Levy und Siegbert Caspary fielen „für Gott und Vaterland“. Am 27. Januar 1915 feierte die jüdische Gemeinde einen „Fest-Gottesdienst zu Kaisers Geburtstag“ in der Synagoge, was als politisches Treuebekenntnis zu verstehen ist.

Aussegnungshalle (1928–1938) auf dem Jüdischen Friedhof. Der pagodenartige, neobarocke Stil ist typisch für den Architekten Hans Heckner.

Die jüdische Gemeinde konnte den Aschersleber Stadtbaurat Hans Heckner gewinnen, eine Aussegnungshalle auf dem Gelände des jüdischen Friedhofes in der Schmidtmannstraße zu erbauen. Am 2. Dezember 1928 wurde das runde Sakralgebäude in Anwesenheit des Oberbürgermeisters, einer Abordnung des Stadtmagistrats und der evangelischen Pfarrer geweiht. Nur zehn Jahre später, während der Novemberpogrome 1938, ging die Halle in Flammen auf und wurde später „dem Erdboden gleich gemacht“.

### Zeit des Nationalsozialismus
Das NS-Regime unterdrückte ab 1933 schrittweise das geschäftliche, soziale und persönliche Leben der jüdischen Einwohner Ascherslebens. Etliche jüdische Familien flohen bis zum Kriegsbeginn 1939 ins Ausland.

Flugblatt aus Aschersleben vom Dezember 1937. Auflage: 10.000 Exemplare

Es kam zu Boykottaufrufen gegen jüdische Geschäfte. 1937 bestanden in Aschersleben noch lediglich neun jüdische Geschäfte, im November 1938 nur noch drei.
In der Nacht vom 9. auf den 10. November 1938 wurde die Synagoge zerstört. Tags darauf kam es zu Angriffen auf jüdische Geschäfte und Privatwohnungen. Sieben jüdische Männer wurden verhaftet und ins Konzentrationslager Buchenwald verschleppt. Am Abend des 10. November wurde die Aussegnungshalle auf dem Friedhof angezündet.
Die Liste der in Aschersleben 1941 noch ansässigen jüdischen Bürger umfasst 29 Namen. Sechzehn von ihnen wurden am 13. April 1942 ins Warschauer Ghetto deportiert. Einer, der Viehhändler Albert Schwabe, nahm sich in der Nacht zuvor das Leben. Sieben weitere jüdische Bürger deportierte man am 16. November 1942 ins Ghetto Theresienstadt.
Bis zu einem gewissen Zeitpunkt geschützt blieb, wer mit einem nichtjüdischen Partner verheiratet war. Bisher sind fünf solche Personen bekannt: Feodor Hirsch, Hedwig Bohne, Julie Hangebrock, Hanna Müller und Ida Roggenbach. Feodor Hirsch, Hanna Müller und Hedwig Bohne wurden jeweils eine Zeitlang von Freunden versteckt, um den Deportationen zu entgehen.
Um den kriegsbedingten Ausfall von Männern in den Produktionsstätten zu kompensieren, verpflichtete das NS-Regime auch Jüdinnen und Juden zur Zwangsarbeit. So beschäftigte die Papierfabrik H. C. Bestehorn ab 1940 mindestens 96 jüdische Zwangsarbeiterinnen aus Wien. Die bekannteste von ihnen ist Edith Hahn Beer. Als sie zurück nach Wien geschickt wurde, um deportiert zu werden, entfernte sie ihren gelben Judenstern von ihrer Kleidung und tauchte mit Hilfe einer Freundin unter. Ihr Leben hat sie in ihrer Autobiographie Ich ging durchs Feuer und brannte nicht beschrieben. Darin schildert sie eindrücklich ihr Leben als Zwangsarbeiterin in der Bestehornschen Papierfabrik.
Zahlreiche Betriebe in Aschersleben griffen auf Zwangsarbeiter zurück. Inwieweit es sich dabei um jüdische Gefangene handelte, ist noch nicht erforscht. Die Junkers Flugzeug- und Motorenwerke AG Aschersleben beschäftigte ab 2. Januar 1945 noch 500 jüdische Frauen, die aus dem KZ Auschwitz über Bergen-Belsen hierher transportiert worden waren. Sie mussten im Zweischicht-System arbeiten. Je zwei Häftlinge teilten sich einen Schlafplatz. Mitte April 1945 wurden die Frauen in so genannten Todesmärschen Richtung Süden evakuiert. Sofern sie diese überlebten, wurden sie freigelassen oder von sowjetischen Truppen befreit.

### Nachkriegszeit und Zeit der DDR
Im Jahr 1947 wohnten in Aschersleben sieben jüdische Bürger: Feodor Hirsch, Hedwig Bohne, Hanna Müller, Ida Roggenbach, Walter Herz sowie die aus dem Konzentrationslager zurückgekehrten Helene Krelle und Bernhard Littwack. Weil es an Mitgliedern fehlte, konnte keine selbstständige jüdische Gemeinde gegründet werden. Mit anderen ehemaligen Gemeinden wurden sie im Landesverband Jüdischer Gemeinden Sachsen-Anhalt zusammengefasst.
Im August 1946 setzte diese den jüdischen Geschäftsmann Feodor Hirsch als Obmann und Treuhänder für die Rückführung der jüdischen Gemeindegrundstücke in Aschersleben ein. Er ließ den jüdischen Friedhof wieder instand setzen, welcher durch zwei Bombentreffer beschädigt worden war. Die Liegenschaft rings um die ehemalige Synagoge sowie der Friedhof in der Schmidtmannstraße gingen 1950 in das Eigentum des Landesverbandes Jüdischer Gemeinden Sachsen-Anhalt über. Das Grundstück im Jüdendorf 12 mit dem ehemaligen Kantorenhaus und Garten verkaufte Feodor Hirsch 1955 an den Müller der angrenzenden Malzmühle. Dieser verkaufte es wenig später weiter. Die letzte Beisetzung auf dem jüdischen Friedhof erfolgte 1970 (Feodor Hirsch). Danach wurde er geschlossen.
Ende der 1970er Jahre begann die evangelischen Kirche in der DDR gezielt nach den jüdischen Traditionen vor Ort zu suchen. So sammelte Pfarrerin Dorothee Mücksch in den 1980er Jahren erste Zeitzeugenberichte in der Gemeinde. Eine staatliche Gedenkveranstaltung fand zum 50. Jahrestag der Reichspogromnacht auf dem jüdischen Friedhof statt. Hier wurde insbesondere „der Familie Spanier, Lotte Becker sowie Frau Crohn und Tochter“ namentlich gedacht.

### Situation heute (Stand 2023)

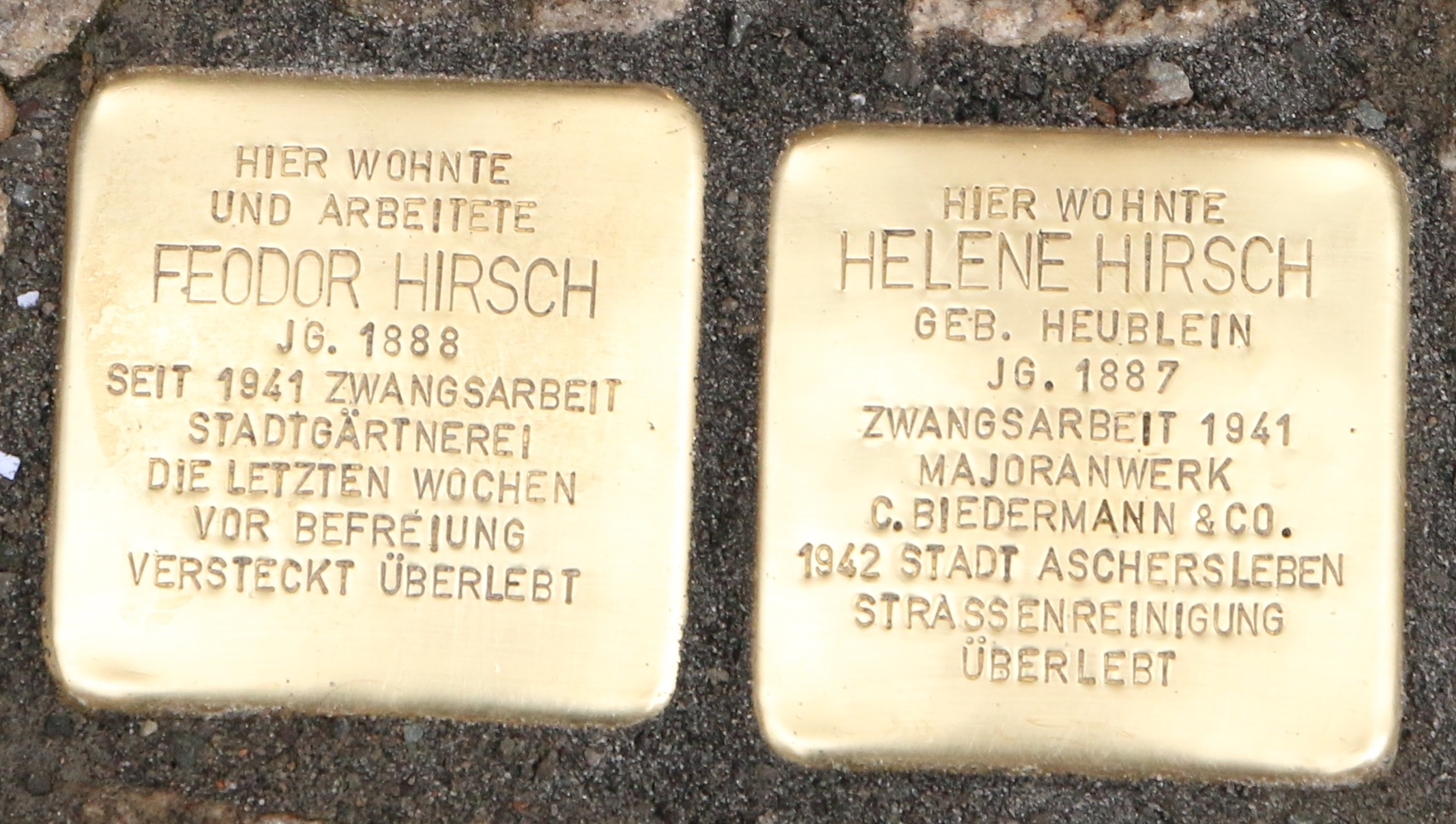
Stolpersteine für die Eheleute Feodor und Helene Hirsch, Breite Straße 41a

Heute gibt es in Aschersleben keine jüdische Gemeinde mehr. Der jüdische Friedhof ist am Tag des offenen Denkmals oder mit Erlaubnis des Landesverbandes Jüdischer Gemeinden Sachsen-Anhalt besuchbar. Die Reste der ehemaligen Synagoge können im Rahmen von Führungen besichtigt werden. Die 73 (Stand: 2023) im Stadtgebiet verlegten Stolpersteine in Aschersleben erinnern an Wohn- und Arbeitsorte jüdischer Einwohner.
Das Faltblatt Stätten der Erinnerung mit Erläuterungen zu Wohnstätten ehemaliger jüdischer Einwohner ist im Stadtmuseum am Markt erhältlich. Im Museumsfundus befinden sich Gegenstände aus ehemaligem jüdischen Privatbesitz.
Der Arbeitskreis „Geschichte jüdischer Mitbürger in Aschersleben“ im Museumsverein Aschersleben e. V. ist bemüht, die lange jüdische Geschichte der Stadt zu erforschen, die Ergebnisse zu veröffentlichen und Gedenkveranstaltungen inhaltlich zu unterstützen.
Seit 2018 organisiert die Aschersleber Kulturanstalt im Spätherbst regelmäßig jüdische Kulturtage.

## Geschichten jüdischer Einwohner im 19. und 20. Jahrhundert

### Familie Bamberger

Hochzeit von Walter Cahn und Gertrud, geb. Bamberger, 1929 in Aschersleben

Der Jurist Georg Bamberger (1856–1923) ließ sich im Jahr 1884 in Aschersleben als Anwalt und Notar nieder. Er lebte und arbeitete in seiner Kanzlei in der Johannespromenade 3. Bamberger konvertierte zum Protestantismus und heiratete die Aschersleberin Elisabeth Fritsch. Er wurde 1903 zum Königlichen Justizrat ernannt und gehörte elf Jahre lang dem Stadtverordnetenkollegium an. Bamberger war Mitglied und zeitweise Vorsitzender des Verschönerungsvereins und begleitete als solcher die Errichtung des Hennebrunnens und des Holzmarktbrunnens in der Aschersleber Innenstadt.
Die beiden Töchter des Ehepaares Bamberger, Margarete (1897–1974) und Gertrud (1900–1989), studierten beide am Konservatorium zu Leipzig Musik. Margarete überlebte die NS-Zeit in Bayern und starb in München. Gertrud emigrierte 1936 mit ihrem Mann Walter und ihren Söhnen Wolfgang (geb. 1931) und Robert (geb. 1933) in die Vereinigten Staaten. Sie arbeitete als Klavierlehrerin und reiste mit dem von ihr gegründeten „Bary-Ensemble“ auf Tourneen durch Nordamerika. Sie starb in Easton/Maryland.
Der Sohn, Georg Max Bamberger (1902–1963), war Richter und Senatspräsident am Oberlandesgericht in München. Er war passionierter Skifahrer und kam bei einem Lawinenunglück in Tirol ums Leben.
Die Schwester von Justizrat Georg Bamberger, Anna Bamberger (1866–1942), zog Anfang der 1920er Jahre nach Aschersleben. Sie wurde am 18. November 1942 ins Ghetto Theresienstadt deportiert, wo sie zwei Wochen nach ihrer Ankunft starb.
Zur Stolpersteinverlegung für Familie Bamberger im Jahr 2016 reiste eine Enkelin von Gertrud, Jená Cane aus Seattle/USA, mit ihrer Familie an.

### Geschwister Bendix

Else und Hedwig Bendix in ihrem Laden in der Taubenstraße 4. (Original: Moses-Mendelssohn-Akademie Halberstadt)

Marianne Bendix (1870–1941) eröffnete im Jahr 1902 ein Korsettwarengeschäft auf dem Tie 17. Später stieß ihre Schwägerin Therese Bendix (geb. 1872) hinzu. Im Jahr 1907 übernahmen Thereses Schwestern Else Bendix (geb. 1882) und Hedwig Bendix (geb. 1885) das „Korsett-Spezialgeschäft“. Im Jahr 1908 verlegten sie den Laden in die Breite Straße 9. Die aus Halberstadt zugezogene Mutter Lina (geb. 1842) starb 1909. Ihr Grabstein befindet sich auf dem jüdischen Friedhof in Aschersleben. Im Jahr 1925 zogen Else und Hedwig mit dem Geschäft in die Taubenstraße 4. Sie boten Korsetts, Luxuswäsche und Strümpfe, u. a. aus den USA, zum Kauf an und brachten somit internationales Flair in die Stadt. Unter dem Druck des NS-Regimes mussten die Schwestern ihr Geschäft 1938 an „arische“ Besitzer verkaufen. Nach dem Novemberpogrom kehrten sie nach Halberstadt, woher sie stammten, zurück. Von dort wurden sie am 12. April 1942 ins Warschauer Ghetto deportiert, dann wahrscheinlich ins Vernichtungslager Treblinka. Sie wurden ermordet.

### Familie Bry
Der Kaufmann Moritz Bry (geb.1874) eröffnete im Jahr 1900 in der Straße Hinter dem Turm 1 (heute: Eiscafé Küster) ein Geschäft für Herren- und Knabenkonfektion. Aus seiner Ehe mit Cäcilie (geb. Kreismann, 1877) entstammen vier Kinder: Lotti (geb. 1905), Erich (geb. 1907), Käthe (geb. 1909) und Ilse (geb.1911).
Moritz Bry wirkte im Vorstand der jüdischen Gemeinde von Aschersleben und war von etwa 1929 bis zu seiner Emigration 1939 deren Vorsitzender.
1938 war er gezwungen sein Geschäft an einen „arischen“ Besitzer zu verkaufen. Im Juli 1939 gelang Moritz und Cäcilie Bry die Ausreise per Schiff nach Johannesburg/Südafrika.

Lotti, Moritz, Cäcilie, Erich Bry, Anfang 1933 in ihrem Haus Hinter dem Turm 1

Lotti Bry besuchte das Lyzeum in Aschersleben und die Höhere Handelsschule Halberstadt. Sie heiratete und lebte mit ihrem Mann und Tochter Marion (geb. 1925) in Danzig. Nach ihrer Scheidung kam sie 1927 zurück nach Aschersleben. Sie übernahm die Buchführung im Geschäft ihres Vaters. Als ihre Eltern 1939 emigrierten, blieb sie auf den Rat eines Freundes hin in Aschersleben. Nach Kriegsbeginn im September war eine Ausreise nach Südafrika nicht mehr möglich. Die neuen Besitzer des Herren- und Knabenbekleidungsgeschäftes Hinter dem Turm 1 duldeten keine jüdischen Mieter und so mussten Lotti und ihre Tochter Marion in ein sogenanntes Judenhaus im Wilhelmsplatz 8 umziehen. Am 13. April 1943 wurden die beiden Frauen ins Warschauer Ghetto deportiert.
Erich Bry absolvierte das Gymnasium Stephaneum und begann eine kaufmännische Lehre. 1928 trat er in das Geschäft seines Vaters ein mit dem Vorhaben später dessen Leitung zu übernehmen. 1935 wanderte er jedoch unter dem Druck des NS-Regimes über die Tschechoslowakei nach Südafrika aus.
Die beiden jüngeren Töchter, Käthe, verh. Keibel sowie Ilse, verh. Engehausen emigrierten im März 1935 nach Johannesburg/Südafrika.
Zur Verlegung von Stolpersteinen für Familie Bry im Jahr 2015 reisten Nachfahren aus Haifa und Jerusalem an.

### Familie Crohn
Der Kaufmann Hermann Crohn (geb. 1868) kam mit seiner Frau Alice (geb. 1878) um 1900 nach Aschersleben. 1914 eröffnete er das von Stadtbaurat Hans Heckner projektierte Kaufhaus Crohn in der Breiten Straße 41a (heute: Filiale MäcGeiz). Fünfzehn Jahre später erhielt das Gebäude eine Passage zum Markt 13a hin (heute noch erhalten, aber nicht begehbar). Im Jahr 1936 verstarb Hermann Crohn auf einer Reise nach Palästina in Tiberias und wurde dort begraben.

Käthe Hirsch und Alice Crohn in ihrer Wohnung Breite Straße 41a

Seine Frau Alice kehrte nach Deutschland zurück, obwohl es dort bereits Boykottaufrufe für jüdische Geschäfte gab. Im November 1938 wurde Alice gezwungen, ihr Geschäft an einen „arischen“ Besitzer zu verkaufen. Ihre Pläne nach Südamerika auszuwandern scheiterten durch den Kriegsbeginn. Am 16. November 1942 wurde Alice Crohn nach Theresienstadt deportiert und im Mai 1944 im Vernichtungslager Auschwitz ermordet.
Das Ehepaar Crohn hatte vier Töchter: Ilse, Käthe, Lilli und Henny.
Ilse Crohn (geb. 1901) emigrierte mit ihrem Mann Carl Helft 1934 nach Palästina gemeinsam mit ihren Söhnen Michael und Nicolaus (dort umbenannt in Raphael). Sie starb 1989 in Tel Aviv.
Käthe Crohn (geb. 1905) heiratete den polnischen Arzt Emanuel Hirsch. Nach ihrer Scheidung wohnte sie ab 1933 wieder bei ihren Eltern in der Breiten Straße 41a. Am 13. April 1942 wurde sie ins Warschauer Ghetto deportiert, musste später Zwangsarbeit in Katowice leisten und kehrte 1944 ins Warschauer Ghetto zurück. Danach gibt es kein Lebenszeichen mehr von ihr.

Thomas, Lilli, Karl, Stephan Silberberg, um 1939

Lilli Crohn (geb. 1909) heiratete den Berliner Hutfabrikanten Karl Silberberg und hatte mit ihm zwei Söhne, Thomas und Stephan. Sie wohnten überwiegend in Berlin, waren aber zeitweise in Aschersleben bei Lillis Familie zu Gast. Die ganze Familie wurden 1943 nach Auschwitz deportiert und dort ermordet.
Henny Crohn (geb. 1912) heiratete den nichtjüdischen Bankkaufmann Klaus Rasmussen. Sie emigrierten vor Kriegsausbruch nach Johannesburg/Südafrika.
In den Jahren 2011 und 2015 wurden Stolpersteine vor dem ehemaligen Wohn- und Geschäftshaus der Familie Crohn verlegt. Dazu reisten die Nachfahren der Familie, Prof. Dr. Michael Helft sowie Raphael Helft aus Tel Aviv an, die in dem Haus geboren wurden.

### Familie Gerson
Die Kaufmanns-Familie Gerson ist seit Mitte des 19. Jahrhunderts in Aschersleben nachweisbar. Das Ehepaar Paul Gerson (geb. 1850) und Ida (geb. Steinwehr) wohnte in der Douglasstraße 2a. Sie hatten sechs Kinder: Hanna (geb. 1883), Dora (geb. 1884), Luise (geb. 1886), Rudolf (geb. 1890) sowie Eduard und Konrad (beide verstarben sehr früh). Alle Kinder wurden in Aschersleben christlich getauft, um mit der Mehrheitsgesellschaft nicht in Konflikt zu geraten.
Paul Gerson starb im Jahr 1915 in Aschersleben, seine Frau Ida 1935 in Salzwedel.
Tochter Hanna war Malerin und heiratete den Schweizer Künstler Albert Kohler. Von ihm befindet sich eine Stadtansicht Ascherslebens im Stadtmuseum. Das Paar zog nach Ascona in der Schweiz, wo Hanna 1951 starb. Sie hatten einen Sohn, Peter.
Dora Gerson studierte Medizin und arbeitete ab 1914 in Dresden als Oberärztin der dermatologischen Abteilung des Friedrichstädter Krankenhauses, später in eigener Praxis. Im Jahr 1935 wurde ihr die Zulassung als Ärztin vom NS-Regime entzogen. Mit der Aussicht deportiert zu werden, floh Dora Gerson am 24. September 1941, ihrem 57. Geburtstag, in den Tod. Sie liegt auf dem jüdischen Friedhof Hannover-Bothfeld begraben.

Dora, Luise und Hanna Gerson (v. l. n. r.) um 1900

Luise, die jüngste Tochter, erlernte keinen Beruf. Sie arbeitete u. a. während des Ersten Weltkrieges beim Roten Kreuz und wurde für ihren Einsatz mehrfach ausgezeichnet. 1920 heiratete sie Fritz Hagedorn. Das Paar hatte drei Kinder, Liesel, Renate und Fritz. Während der Zeit des Nationalsozialismus lebten sie in Hannover, dort tauchte Luise erfolgreich unter. Sie starb im Jahr 1975 in Nürnberg.
Rudolf machte eine Offizierslaufbahn und kämpfte im Ersten Weltkrieg auf deutscher Seite, wofür er das Eiserne Kreuz II. Klasse erhielt. Nach dem Krieg studierte er Jura und arbeitete als Amtsrichter in Nordhausen (Harz). Aus seiner Ehe mit Ida (geb. Stein) ging Tochter Dorette (1932–2020) hervor. 1935 wurde Rudolf Gerson wegen seiner jüdischen Herkunft aus dem Justizdienst entlassen, während der Novemberpogrome 1938 verhaftet und ins KZ Buchenwald deportiert. Dort wurde er am 19. November 1938 ermordet. Seine Frau und Tochter überlebten mit Hilfe von Freunden im Harzdorf Zorge.
Im Jahr 2013 wurden für Dora Gerson, Luise Hagedorn und Rudolf Gerson im Beisein ihrer Verwandten Dorette Gerson und Martina Hagedorn Stolpersteine in Aschersleben in der Douglasstraße 2a verlegt.

### Ehepaar Hirsch

Helene und Feodor Hirsch im Januar 1924

Feodor Hirsch (geb. 1888) kam im Jahr 1910 als Geschäftsmann nach Aschersleben. 1922 heiratete er Helene Heublein (1887–1945), die er während seiner Anstellung im Kaufhaus Conitzer & Co. kennengelernt hatte. Helene Hirsch trat mit der Hochzeit der beiden 1922 zum jüdischen Glauben über. 1930 fand Feodor Hirsch einen Anstellung im Kaufhaus S. & M. Crohn, das er ab 1936 nach dem Tod des Eigentümers gemeinsam mit dessen Witwe Alice Crohn leitete. Das Geschäft mussten sie im November 1938 zu einem diktierten Preis verkaufen. Feodor Hirsch konnte sich einer Verhaftung und Deportation ins KZ Buchenwald im Zuge der Novemberpogrome durch Flucht entziehen. Helene Hirsch konvertierte wieder zurück zum christlichen Glauben. Sie weigerte sich, sich von ihrem Mann scheiden zu lassen und schützte ihn durch die nun bestehende, sogenannte Mischehe.
Ab 1941 war Feodor Hirsch bei der Ascherslebener Stadtgärtnerei zwangsweise beschäftigt und musste in der Öffentlichkeit Gehwege fegen. Um einer kurz vor Kriegsende drohenden Deportation zu entgehen, wurde er zeitweilig von Bekannten versteckt. Helene Hirsch starb kurz nach Kriegsende an einer schweren Krankheit. Sie wurde wegen ihres Einsatzes für ihren Mann auf dem jüdischen Friedhof bestattet. Feodor Hirsch wirkte ab 1946 als Obmann für die Rückübertragung der verkauften jüdischen Grundstücke in Aschersleben. Er sorgte für die Wiederinstandsetzung des bei einem Bombenangriff schwer beschädigten jüdischen Friedhofs. Im Jahr 1949 wurde er zum Treuhänder des Kaufhauses S. & M. Crohn bestellt und übte die Funktion des Geschäftsführers aus. Im Jahr 1970 starb Feodor Hirsch und wurde an der Seite seiner Frau Helene beigesetzt.

### Familie Hirschfeld

Erich, Else, Hans-Gideon, Judith Hirschfeld

Erich Hirschfeld (geb. 1890) kam mit seiner Frau Else (geb. 1899) im Jahr 1922 nach Aschersleben. Sie hatten zwei Kinder: Hans-Gideon (geb. 1921) und Judith (geb. 1925).
Die Familie wohnte in der Leopoldstraße 1, seine Kanzlei hatte der promovierte Rechtsanwalt und Notar im Bonifatiuskirchhof 20. Bereits 1923 wurde Dr. Erich Hirschfeld in die Repräsentantenversammlung der jüdischen Gemeinde gewählt. Ende 1936 verkauften Hirschfelds ihr Wohnhaus samt Inventar und wanderten im Jahr darauf nach Palästina aus. In Naharija arbeitete Erich Hirschfeld bei der Post, da seine juristischen Abschlüsse aus Deutschland nicht anerkannt wurden.
Hans-Gideon Hirschfeld wird als sportlicher Mitschüler beschrieben, der häufig in der „Tonkuhle“ baden ging. Er verließ im Oktober 1935 das Gymnasium Stephaneum trotz guter Leistungen in der Obertertia (Klassenstufe 9). Die offizielle Begründung schulischerseits dafür lautete, „um sich dem landwirtschaftlichen Beruf zu widmen“. Es liegt nahe, dass seine jüdische Herkunft der eigentliche Grund für seinen Abgang von der Schule war. Er wanderte noch im selben Jahr mit einer jüdischen Jugendgruppe nach Palästina aus. Nach seiner Ankunft legte er den Vornamen „Hans“ ab und nannte sich nur noch „Gideon“. Er nahm als Freiwilliger am israelischen Unabhängigkeitskrieg 1947–1949 teil. Mit seiner Frau Esther hatte er zwei Kinder, Yoram und Michal. Er starb 1984.
Judith Hirschfeld machte eine Ausbildung als Tanzlehrerin in Jerusalem und arbeitete in Naharija. Sie heiratete den Opernsänger Gerhard Reich. 1958 kehrte sie mit ihrem Mann zurück nach Deutschland, erst nach Berlin, später Gelsenkirchen, schließlich Stuttgart, wo ihr Mann am Theater als Sänger arbeitete. Sie bekamen zwei Kinder, Daniel und Mira. Judith Reich verstarb im Jahr 2013.

### Familie Regensburger

Manfred Regensburger, Elisabeth Bauer, Elfriede Regensburger um 1930 im Garten des Kantorenhauses, Jüdendorf 12

28 Jahre lang war David Regensburger (1866–1935) Kantor der jüdischen Gemeinde in Aschersleben. 1907 nahm er sein Amt als „Kultusbeamter“ auf und starb 1935 „an gebrochenem Herzen“. Im Kantorenhaus im Jüdendorf 12 wohnte er mit seiner Frau Adele Regensburger (1874–1942). Nach dem Tod ihres Mannes zog sie nach Leipzig. Von dort wurde sie 1942 ins Ghetto Theresienstadt deportiert, wo sie nach kurzer Zeit starb.
Ihre Tochter Karoline „Lina“ Regensburger wurde 1899 in Wetzlar geboren. Sie heiratete den aus Warschau stammenden Jacob Theodor „Theo“ Messingrau (1888–1942). Sie flohen 1939 von Leipzig nach Belgien, später nach Südfrankreich. 1942 wurden sie an Deutschland ausgeliefert und im Vernichtungslager Auschwitz ermordet.
Karoline und Theodor Messingrau hatten zwei Kinder.
Ihr Sohn Manfred (geb. 1921 in Aschersleben) floh im Januar 1939 als Siebzehnjähriger aus Leipzig nach Warschau. Dort verliert sich seine Spur.
Tochter Elfriede (geb. 1925 in Aschersleben) konnte im Juli 1939 mit einem Kindertransport nach Großbritannien fliehen. Dort überlebte sie den Krieg und versuchte 1947 auf dem illegalen Auswandererschiff „La'Negev“ nach Israel zu gelangen. Das Schiff wurde aufgebracht und Elfriede in Zypern interniert. Nach ihrer Freilassung 1948 ließ sie sich im nordisraelischen Kibbutz Ma'ayan Tzvi nieder. Später zog sie nach Tel Aviv, wo sie den aus Krakau stammenden Michael Nadiv ehelichte. Das Paar bekam einen Sohn, Ehud „Udi“ Nadiv (geb. 1954), der in Zürich lebt. Elfriede „Elfi“ Nadiv litt zeitlebens an dem Trauma ihrer Flucht aus NS-Deutschland. Sie starb im Jahr 2002.
Seit 2017 erinnern vor dem ehemaligen Kantorenhaus im Jüdendorf 12 insgesamt sechs Stolpersteine an die Familie Regensburger und Messingrau. Zugegen waren bei der Verlegung Ehud Nadiv sowie Vertreter der Synagogen-Gemeinde zu Magdeburg.

### Familie Spanier

Otto Spanier mit William Salomon Frank (re.) Manfred Tworoger (li.) um 1940, Aschersleben

Otto Spanier (geb. 1868) stammte aus Thale im Harz und wurde als Zehnjähriger am Gymnasium Stephaneum in Aschersleben aufgenommen. Nach Abschluss der Quarta (Klassenstufe 7) begann er eine Lehre als Kaufmann. Er blieb unverheiratet und arbeitete in der Immobilien-Firma seines Bruders Wilhelm. Otto wohnte mit Wilhelm und dessen Familie im Wilhelmsplatz 8 (heute Dr.-Wilhelm-Külz-Platz 8). Otto Spanier wurde am 16. November 1942 ins Ghetto Theresienstadt deportiert und starb dort am 18. März 1943.
Wilhelm Spanier (geb. 1870) war der jüngere Bruder von Otto Spanier. Mit seiner Frau Henny (geb. 1881), geb. Gottschalk, kam er 1902 nach Aschersleben. Im Jahr 1904 gründete er die Firma „Spaniers Erben“, deren Geschäftsgegenstand Immobilien und Versicherungen waren. Das Ehepaar Spanier hatte drei Kinder: Elfriede, Walter und Ruth. Die Firma florierte und nannte zahlreiche Immobilien am Aschersleber Promenadenring, darunter auch vorübergehend das Aschersleber Rondell (1912/1913) ihr Eigen. „Spaniers waren die Juden in Aschersleben. Sie traten, öffentlich als Juden in Erscheinung. Jeder wusste, dass sie Juden sind, auch aufgrund ihres Namens.“ Wilhelm Spanier starb 1936 und liegt auf dem Ascherslebener Friedhof begraben. Seine Frau Henny wurde am 13. April 1942 nach Warschau deportiert. Im Jahr 1952 wurde sie amtlich für tot erklärt. Als Todeszeitpunkt wurde der 8. Mai 1945, 6 Uhr festgelegt.

Elfriede Spanier mit ihrem Sohn William Salomon, 1938 oder 1939 auf dem Balkon ihres Hauses Wilhelmsplatz 8

Elfriede Spanier (geb. 1903) war die älteste Tochter von Wilhelm und Henny Spanier. Sie besuchte von 1910 bis 1918 das Lyzeum in Aschersleben. Sie lernte den in Köln lebenden Kaufmann Hermann Frank kennen und heiratete ihn. 1937 kam ihr Sohn William Salomon Frank zur Welt. Ein Jahr darauf trennte sich das Ehepaar. Elfriede zog zurück nach Aschersleben zu ihren Eltern und nahm ihren Mädchennamen wieder an. Während der Novemberpogrome 1938 wurde das Haus der Familie Spanier im Wilhelmsplatz 8 Ziel von Angriffen. Mehrere Männer, darunter auch mindestens ein Aschersleber Polizist in Uniform, rissen Steine aus dem Pflaster der Promenade, warfen Scheiben ein und riefen Beleidigungen. Ein Fotoalbum aus dem Jahr 1941 zeigt Alltagsbilder aus dem Leben der Familie Spanier, insbesondere von William Salomon Frank. Am 13. April 1942 wurden Elfriede und ihr vierjähriger Sohn William Salomon über Magdeburg nach Warschau deportiert. Es gibt keine weitere Nachricht von ihnen.
Walter Spanier (geb. 1905) besuchte ab 1914 das Gymnasium Stephaneum und verließ es 1920 mit einer Abschlussprüfung. Er arbeitete in der Immobilien-Firma seines Vaters und übernahm sie nach dessen Tod im Jahr 1936. Am Jahresende 1938 musste er die Firma schließen. Beim Angriff auf das Haus der Spaniers am 10. November 1942 versuchte er erfolglos, Hilfe von der Polizei zu bekommen. Von 1939 bis 1941 war Walter Spanier Vertrauensmann der Reichsvereinigung der Juden in Deutschland für den Bezirk Aschersleben. Er bemühte sich in dieser Funktion das Leid der jüdischen Einwohner zu lindern, beriet sie in finanziellen Fragen, besorgte warme Kleidung für die Kinder, versuchte den Telefonanschluss zu behalten (erfolglos), den Urlaubsanspruch für die jüdischen Zwangsarbeiterinnen in der Papierfabrik H. C. Bestehorn durchzusetzen (erfolglos) u. v. m. Am 13. April 1942 wurde er ins Ghetto Warschau deportiert. Es gibt kein weiteres Lebenszeichen von ihm.
Ruth Spanier (1906–1942) war die jüngste Tochter von Wilhelm und Henny Spanier. Sie war nicht verheiratet und hatte keine Kinder. Am 13. April 1942 wurde sie ins Ghetto Warschau deportiert. Im Jahr 1952 wurde sie amtlich für tot erklärt. Als Todeszeitpunkt wurde der 8. Mai 1945, 6 Uhr festgelegt.
Im Jahr 2013 wurden in Aschersleben Stolpersteine für die Familie Spanier vor ihrem Wohnort Wilhelmsplatz 8 (heute: Dr.-Wilhelm-Külz-Platz 8) verlegt.

### Familie Tworoger

Berta Tworoger mit ihrer Tochter Ruth, vorn rechts ihr Sohn Manfred, links: William Salomon Frank. 1941 im Garten des Kantorenhauses Jüdendorf 12.

Der Kaufmann Ludwig Tworoger (geb. 1911) kam Mitte der 1930er Jahre nach Aschersleben, weil er eine Anstellung im Kaufhaus Crohn gefunden hatte. Bald folgte ihm seine Verlobte Berta Singer (geb. 1912), die aus einer orthodoxen Bremer jüdischen Familie stammte. Die Ehe zwischen beiden wurde am 21. Januar 1936 in Aschersleben geschlossen. Das Ehepaar bezog eine Wohnung im Hinterhaus des Hauses Hinter dem Turm 1 und lebte „liberal und westlich“. 1937 kam ihr Sohn Manfred zur Welt.
Während der Novemberpogrome 1938 wurde Ludwig Tworoger ins KZ Buchenwald verschleppt und am 2. Februar 1939 wieder entlassen. Das Geschäft, in dem er gearbeitet hatte, war zu diesem Zeitpunkt schon „arisiert“ worden. Es begann eine Zeit großer Armut für Familie Tworoger. Das bezeugen die Anträge auf Sachspenden und finanzielle Zuschüsse an die jüdische Gemeinde. Ihr Vorhaben zu dritt nach Palästina auszuwandern ließ sich nicht mehr umsetzen. 1941 wurde ihre Tochter Ruth geboren. Kurz nach der Geburt musste die Familie ihre Wohnung verlassen, weil der neue „arische“ Eigentümer ihnen kündigte. Sie zogen ins Kantorenhaus Jüdendorf 12, welches als sogenanntes Judenhaus fungierte. Am 13. April 1942 wurden Ludwig und Berta Tworoger mit ihrem vierjährigen Sohn Manfred und ihrer einjährigen Tochter Ruth über Magdeburg ins Warschauer Ghetto deportiert. Das ist die letzte Nachricht von ihnen.
Im Jahr 2014 wurden Stolpersteine für Familie Tworoger vor ihrem letzten freiwilligen Wohnort in Aschersleben Hinter dem Turm 1 gesetzt.

### Familie Wolff

Max, Sally und Walter Wolff (v. l. n. r.) im Hof ihres Geschäftes Breite Straße 15, Mitte der 1930er Jahre.

Max Wolff (geb. 1875) und seine Frau Betty (geb. Polajewer 1886) kamen mit ihren Kindern Walter (geb. 1913) und Sally (geb. 1915) um 1919 nach Aschersleben. Sie waren aus ihrer Heimat Witkowo (Posen) geflohen, die im Zuge des Versailler Vertrages an Polen abgetreten wurde. Das Ehepaar Wolff kaufte 1920 ein Haus in der Breiten Straße 15. Im Jahr darauf eröffneten sie mit einem nichtjüdischen Geschäftsmann die Firma „Herrschaft & Wolff“ für Mode- und Konfektionswaren. Im Jahr 1934 trennten sich die Wege der Geschäftspartner und Max Wolff führte den Laden allein weiter. Am 10. November 1938 wurde das Geschäft schwer beschädigt und geplündert. Familie Wolff floh während der Pogrome in Todesangst aufs Dach des Gebäudes. Am nächsten Tag stellte sich Sohn Walter der Polizei und wurde ins KZ Buchenwald deportiert. Nach Misshandlungen dort wurde er Ende des Jahres entlassen unter der Bedingung Deutschland umgehend zu verlassen.
Die Familie floh nach Amsterdam. Hier starb Betty Wolff 1940 an einer Krebserkrankung. Walter Wolff emigrierte per Schiff nach Chile. Seine Schwester Sally tauchte mit ihrem Mann Martin Cytrin in den Niederlanden und Belgien unter. Max Wolff wurde im Februar 1943 ins Vernichtungslager Sobibor deportiert und dort ermordet.
Sally folgte ihrem Bruder Walter nach dem Krieg mit ihrem Mann nach Chile. Sie starb kinderlos im Jahr 2013.
Walter Wolff heiratete in Santiago de Chile und hatte mit seiner Frau Anneliese drei Söhne, Franklin, Ronald und Marcello. Er war ein erfolgreicher Geschäftsmann. Zweimal kehrte er in seine Heimatstadt Aschersleben besuchsweise zurück. Er starb einhundertdreijährig im Jahr 2017.
Im Jahr 2018 wurden in der Breiten Straße 15 vier Stolpersteine verlegt im Beisein einer Enkelin von Walter Wolff, Danae Wolff-Valdés aus Santiago de Chile.

## Erinnerungsorte in Aschersleben

### Die Synagoge von Aschersleben

Frontansicht der Synagoge von Norden her. Winter 1935/36.

Die Aschersleber Synagoge befand sich im Zentrum der Stadt nahe dem Jüdendorf und wurde am 10. September 1852 geweiht. Sie war von Regierungsbaumeister Wolff aus Halle entworfen und im historistischen Rundbogenstil errichtet worden. Jüdische Sakralbauten dieser Art standen für den Versuch neben der rechtlichen auch kulturelle Akzeptanz in der Stadtöffentlichkeit zu erlangen.
Das eingeschossige, rechteckige Bauwerk besaß eine Grundfläche von etwa 130 m². Die Tafeln links und rechts oberhalb der Tür zeigten in deutscher und hebräischer Sprache einen Segensspruch aus der Tora: „Gesegnet bist du bei deinem Eingang und gesegnet bist du bei deinem Ausgang“ (Devarim / 5. Mose 28,6).
Die nach Süden orientierte Innenarchitektur gibt Hinweise, dass es sich bei der Aschersleber Gemeinde um eine Reformgemeinde gehandelt hat: so waren Toraschrein und Almemor zu einer Einheit zusammengefasst und die Frauenempore lediglich durch eine Brüstung vom Hauptraum abgetrennt. Der Innenraum besaß einen Mosaikfußboden sowie einen mit Sternen bemalten Synagogenhimmel. Die Gemeinde selbst bezeichnet ihr Gebetshaus als „Tempel“. Eine Inventarliste aus dem Jahr 1897 führt unter anderem auf: einen großen und vier kleine Kronleuchter, neun Kanzel- und Schulchandecken, fünf Torarollen, elf Toramäntel, eine Megilla, zwei Schofar, ein silberner Kiddusch-Becher, eine Chuppa. Zum Ensemble des Geländes im Jüdendorf gehörten auch das Haus des jüdischen Kantors mit Garten sowie eine Mikwe, die von der nahegelegenen Eine gespeist wurde.
In der Nacht vom 9. auf den 10. November 1938 wurde der Innenraum der Synagoge zerstört.
Heute liegen die Grundmauern der Synagoge unter einem inzwischen bewachsenen Hügel. Erkennbar sind nur noch Sockelreste aus Naturstein, die Simse des Portals sowie die rechte untere Türangel des Eingangsportals.
siehe auch: Liste der im Deutschen Reich von 1933 bis 1945 zerstörten Synagogen

### Der jüdische Friedhof

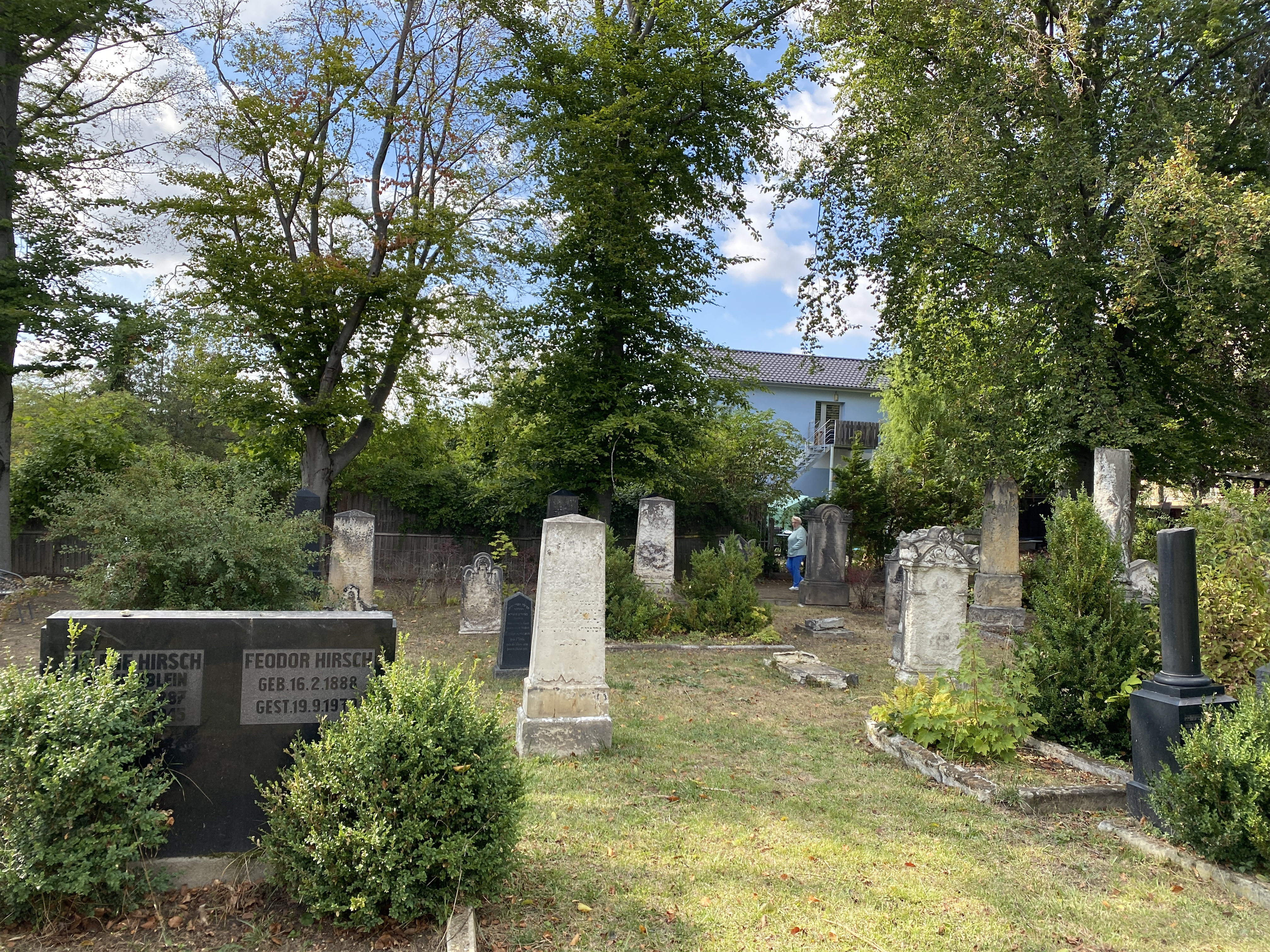
Jüdischer Friedhof Aschersleben – Gräberfeld

Ab 1717 bezahlten jüdische Einwohner in Aschersleben Erbzins für einen „Gottes Acker vor dem Johannis Thor“ um hier die Verstorbenen zu bestatten. Das 377 m² große Flurstück ist bis heute als Wiese erkennbar. 1867 kaufte die Gemeinde ein größeres Grundstück von 2750 m² in der Schmidtmannstraße. Es ist durch eine Buchenallee in zwei Hälften geteilt, von der die östliche belegt wurde. Ab den 1870er Jahren wurde das Areal als neuer jüdischer Friedhof genutzt. Es sind 73 Grabsteine mit teils hebräischen, teils deutschen Inschriften erhalten. Bevor der alte jüdische Friedhof Mitte des 20. Jahrhunderts eingeebnet wurde, überführte man 30 alte Grabsteine in die Schmidtmannstraße, wo sie bis heute stehen. 

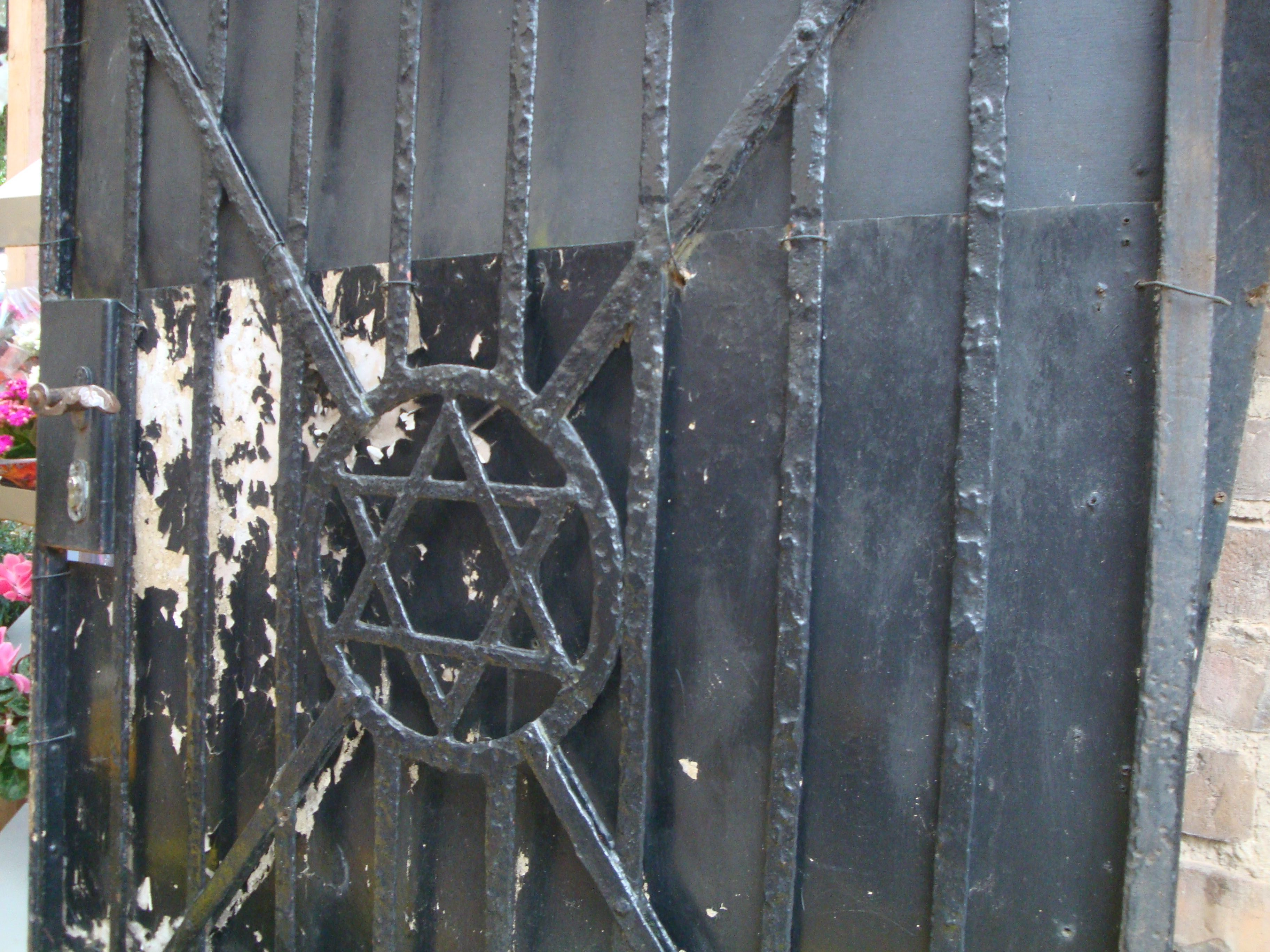
Davidstern am Eingangstor zum jüdischen Friedhof Schmidtmannstraße 35

Die jüdischen Aussegnungsriten wurden bis 1928 in einem Gebäude vollzogen, das bis heute auf dem Gelände links des Eingangs steht.
In den 1920er Jahren nahm die jüdische Gemeinde ein Darlehen von 12.000 Reichsmark auf, um eine repräsentative Aussegnungshalle zu bauen. Projektiert wurde der pagodenhaft anmutende, runde Pavillon mit Umgang vom damaligen Stadtbaurat Hans Heckner. Die Weihe fand am 2. Dezember 1928 durch Rabbiner Wilde aus Magdeburg in Anwesenheit von Magistraten und Stadtverordneten sowie aller evangelischen Pfarrer der Stadt statt. Oberbürgermeister Willigmann beglückwünschte die Gemeinde zu dem „schönen Bau“.
Während der Novemberpogrome zehn Jahre darauf wurde das Sakralgebäude durch Brandstiftung zerstört.

### Stolpersteine in Aschersleben
Seit dem Jahr 2008 verlegt der Arbeitskreis „Geschichte jüdischer Mitbürger in Aschersleben“ Stolpersteine in der Stadt. An insgesamt siebzehn Verlegestellen sind bisher 73 (Stand 2022) solcher Bodendenkmale verlegt worden.
Für Hans-Gideon Hirschfeld gibt es zwei Stolpersteine: einen vor dem Wohnhaus seiner Familie in der Leopoldstraße 1 und einen vor dem Gymnasium Stephaneum. Der 2010 verlegte Stolperstein für Feodor Hirsch wurde zehn Jahre später wegen eines Fehlers in der Inschrift ausgetauscht.

### Darstellungen
- Claudia Andrae: Verhaftet und verschleppt. Über das Schicksal einer jüdischen Kaufmannsfamilie, die vor den Nazis flüchten musste, in: Mitteldeutsche Zeitung. Lokalausgabe Aschersleben vom 9. November 2018, S. 10.
- Edith Hahn Beer: Ich ging durchs Feuer und brannte nicht. Eine Lebens- und Liebesgeschichte, München 2001, darin insbesondere S. 103–127.
- Lars Bremer: Die jüdische Gemeinde von Aschersleben. Geschichte und Geschichten, In: Sachsen-Anhalt Journal 3–2021, hgg. v. Landesheimatbund Sachsen-Anhalt e. V., S. 15–17.
- Anja Hannemann, Stephan Kerkel: Synagoge der jüdischen Gemeinde in Aschersleben, Seminararbeit an der TU Braunschweig 1998.
- David Löblich: Beiträge zur jüdischen Geschichte Ascherslebens (1325–1700). In: Sachsen und Anhalt. Jahrbuch der Historischen Kommission für Sachsen-Anhalt. Bd. 34 (2022), S. 37–58.
- David Löblich: Migration, Selbst- und Fremdbeschreibungen. Juden aus der Provinz Posen in Aschersleben 1809–1832, Halle 2020, doi:10.25673/35033.
- Irmgart Seidel: Aschersleben (Frauen), in: Der Ort des Terrors: Geschichte der nationalsozialistischen Konzentrationslager, Bd. 3 Sachsenhausen, Buchenwald, München 2006, S. 369–371.
- Udo W. Stephan: Aus der Geschichte der Juden in Aschersleben vom Mittelalter bis zum 19. Jahrhundert, Aschersleben 2011, Selbstverlag.
- Udo W. Stephan: Aufsätze zur jüdischen Geschichte der Stadt Aschersleben im 20. Jahrhundert, Aschersleben 2020, Selbstverlag.
- Emil Straßburger: Geschichte der Stadt Aschersleben, 1906 (Nachdruck 1997 durch Naumburger Verlagsanstalt).
- Andreas Symietz: Aussegnungshalle für die jüdische Gemeinde, 1927, Seminararbeit an der TU Braunschweig 1995.